# Gilbert Dalziel
Gilbert Dalziel (1853-1930) est un éditeur britannique, fils du graveur Edward Dalziel. 

## Biographie
En 1870, son père et son oncle le font entrer à Fun, journal humoristique qu'ils venaient d'acquérir, afin qu'il y fasse ses classes. Deux ans plus tard, ils rachètent également le magazine concurrent Judy, et en confient la direction à Gilbert, alors âgé de 19 ans. Le jeune directeur de la publication collabore en étroite intelligence avec le directeur éditorial Charles H. Ross pour développer au maximum le journal. Cela passe par l'édition de livres dérivés, d'almanach, puis en 1884 d'une nouvelle revue titrée d'après Ally Sloper, le personnage phare de Judy depuis 1870. 
Cet hebdomadaire à un penny, Ally Sloper's Half Holiday, se vend extrêmement bien et fait la fortune de Dalziel. En 1888, il rachète Judy à son oncle et son père pour 8000 livres. Tout en continuant à diriger Judy et Ally Sloper's Half Holiday, Dalziel lance dans les années 1890 deux titres humoristique à un demi penny, la nouvelle forme de la presse populaire de délassement.

### Textes
- (en) Peter Bailey, « Ally Sloper's Half-Holiday: Comic Art in the 1880s », History Workshop, n°16, automne 1983, p. 4-31.
- (en) George et Edward Dalziel, The Brothers Dalziel. A record of fifty years' work in conjunction with many of the most distinguished artists of the period, 1840-1890, Londres : Methuen, 1901.
- (en) Brian Maidment, « Dalziel Family », dans Laurel Brake et Marysa Demoor (dir.), Dictionary of Nineteenth-Century Journalism in Great Britain and Ireland, Gand : Academia Press, 2009, p. 160.